# Lizard Point
Lizard Point (iz kornijščine Lysardh, kar pomeni 'visoko dvorišče') v Cornwallu leži na južni konici polotoka Lizard 800 m južno od naselja Lizard v civilni župniji Landewednack in približno 18 km jugovzhodno od Helstona.
Lizard Point je najjužnejša točka celinskega dela Združenega kraljestva z 49° 57'30" severno. [2] Razen delov otočja Scilly je najjužnejši del Anglije.

## Zgodovina in geografija
Lizard Point je za številne ladje izhodišče za prehod oceana in zloglasna nevarnost ladijskega prometa. Tu je tudi svetilnik Lizard. Takoj pod svetilnikom je nekdanji hotel, danes hostel (YHA Lizard Youth hostel). Lizard Point leži na obalnem območju Caerthillian to Kennack, območju posebnega znanstvenega pomena, znanega po bioloških in geoloških značilnostih. Ima velik botaničen pomen z več redkimi in ogroženimi rastlinskimi vrstami z rdečega seznama in je znan tudi po planinski vrani (Cornish choughs – Pyrrhocorax pyrrhocorax pyrrhocorax). Temeljna podlaga je ofiolitski kompleks in vključuje sljudo in skrilavec z rogovačo, prekrit je s serpentiniziranim peridotitom in gabrom z vdori granita in gnajsa.
Zaliv Polpeor je majhen zaliv vzhodno od Lizard Pointa.
Območje je znano po izdelkih, izklesanih iz lokalnih kamnin. Geologija Lizarda je zanimiva in si jo lahko ogledamo ob načrtovanih sprehodih lokalnih turističnih društev.
29. julija 1588 ob 15. uri je španska armada ob pogledu na celinsko Britanijo zagledala Lizard Point. To je bil eden največjih vdorov ladjevja v zgodovini, sestavljalo ga je 120 ladij, oboroženih z več kot 1000 topovi in 29.000 ljudmi na krovu.
Pomorska bitka pri Lizardu je bila 21. oktobra 1707.

### Brodolom ladjeArdgarry
29. decembra 1962 se je obalna trgovska ladja za prevoz razsutega tovora MV Ardgarry (1957) izgubila v hudem neurju v več kot 9 m visokih valovih na Lizard Point. Vseh 12 članov  posadke je izginilo in jih niso nikoli našli. Zgrajena je bila v ladjedelnici v Glasgowu. Dolga je bila 221 metrov, tehtala je 1074 bruto ton. Prevažala je premog iz Swanseaja in plula v Rouen v Franciji.

### Brodolom ladjeBugaled Breizh
15. januarja 2004 je potonila francoska ribiška ladja z vlečnimi mrežami Bugaled Breizh in zahtevala pet življenj. Francoski strokovnjaki za pomorske nesreče so domnevali, da je plovilo lahko potegnilo pod vodo, ko se je mreža zapletla v britansko ali nizozemsko podmornico med NATO-vimi vajami na območju.

## Obalna straža
Royal National Lifeboat Institution (RNLI) je postaja obalne straže pri Kilcobben Covu , 3 km severovzhodno od Lizar Pointa. Rešilni čoln je v veliki čolnarni ob vznožju klifa. Postaja ima vzpenjačo za prevoz rešilnega čolna iz čolnarne na skalni pečini.
Največje reševanje v zgodovini RNLI je bilo 17. marca 1907, ko je 12.000-tonska linijska ladja SS Suevic zadela greben Maenheere v bližini Lizard Pointa. V močnem vetru in gosti megli so prostovoljci z rešilnimi čolni rešili 456 potnikov, tudi 70 otrok. Posadke iz krajev Lizard, Cadgwith, Coverack in Porthleven so veslale več kot 16 ur, da so rešile vse ljudi.